# Nisargadatta Maharaj
Nisargadatta Maharaj (mars 1897 - 8 septembre 1981) est un guru indien de la doctrine de l'Advaita Vedānta, ou non-dualité. Son enseignement se fit connaître en Occident, notamment au travers du livre intitulé « I am That ». Disciple de Siddharameshwar Maharaj, sa lignée spirituelle porte le nom de Navnath Sampradaya, dont l'origine est dite remonter au Rishi Dattatreya.
Nisargadatta Maharaj est considéré par nombre d'Occidentaux, intéressés par cette philosophie, comme l'un des grands sages hindous traditionnels de l'époque contemporaine à l'instar d'un Ramana Maharshi lié à cette école du Vedānta. Selon certains des participants de ses réunions, son enseignement se caractérisait par sa manière abrupte et sa simplicité.

## Biographie
Ses parents l’appellent Maruti. Son père, Shivrampant, est domestique à Mumbai puis paysan à Kandalgaon, un petit village dans les bois du district Ratnagiri dans le Maharashtra. À la mort de ce dernier, en 1915, Maruti a 18 ans. Il quitte alors le village pour Mumbai (anciennement Bombay), où il travaille comme commis. Il devient alors petit marchand, et développe un commerce de Bidîes (cigarettes roulées à la main faites à partir des feuilles de Tendu) avant de se marier avec Sumatibai et d'avoir trois filles et un garçon. Il mène cette existence jusqu'à l'âge de 34 ans.
Il rencontre alors Shri Siddharameshwar Maharaj (1888-1936), un maître de l'Advaita Vedānta, qui lui transmet l'initiation (diksha). Maruti rapporte avoir vécu des transes et des extases à partir de ce moment jusqu'à accéder à l'éveil spirituel. Il décide alors d'abandonner sa vie de marchand et sa famille et d'entreprendre un pèlerinage sur les routes de l'Inde.
Découvert dans les années 1970 par Maurice Frydman (en), des enregistrements audios de ses entretiens à son domicile sont réalisés. Frydman publie rapidement l'ouvrage qui le fait connaître : Je Suis. À la suite de la parution de ce livre, des visiteurs du monde entier viennent à Bombay pour le rencontrer. Maharaj eut différents traducteurs dont Mullarpattan et Ramesh S. Balsekar qui traduisaient les questions et les réponses en anglais.
À la fin de sa vie, Maharaj développe un cancer de la gorge, ce qui ne l'empêche pas de donner des entretiens jusqu'à la dernière heure.

## Enseignement
Nisargadatta Maharaj est considéré par ceux ou celles qui l'ont côtoyé comme un guru traditionnel hindou, humble dans sa démarche, ne cherchant pas la notoriété et la richesse, continuant à vivre de son commerce de cigarettes malgré la célébrité internationale. Dans l'esprit de l'Advaita Vedānta, il enseigne principalement qu'il n'y a rien à chercher, que tout ce que l'être humain recherche est déjà là, qu'il est l'absolu. Quand cela est réalisé, le chercheur ou le questionneur disparaît et devient identique au Brahman. C'est alors la libération, ou mokṣa. Il reste l'un des inspirateurs principaux d'un certain courant de la non-dualité venant de l'Inde exporté en Occident.

## Citations
- « La vérité est vous-même. Cessez de vous en éloigner en lui courant après. »
- « Au lieu de chercher ce que vous n'avez pas, trouvez ce que vous n'avez jamais perdu. »
- « C'est en vous imaginant séparé que vous avez créé le fossé. Vous n'avez pas à le traverser. Il vous suffit de ne pas le créer. »
- « Vous existez en tant que pure présence, principe suprême au-delà du mental et du corps. Demeurez en tant que cela. »
- « Tout est parce que vous êtes. »
- « Mes mots ne peuvent échouer, ils vont pulvériser les concepts de quiconque les écoute. »
- « Vous êtes déjà ce que vous cherchez. »
- « Ce qui vous lie, c'est de vous prendre pour ce que vous n'êtes pas. »
- « La seule différence entre vous et moi c'est que je me connais tel que je suis. »
- « Dans le monde des évènements, la question arrive, la réponse arrive, tout arrive, rien ne m'arrive, c'est tout. »